# Movimento per la Riorganizzazione del Partito Comunista di Grecia 1918-55
Il Movimento per la Riorganizzazione del Partito Comunista di Grecia 1918-55 (in greco Κίνηση για την Ανασύνταξη του ΚΚΕ 1918-55?) è un partito marxista-leninista, hoxhaista e antirevisionista greco. È meglio conosciuto con il nome di Anasintaxi (Riorganizzazione), nome del suo organo di stampa.
Il MRPCG fu fondato nel 1996 dall'incontro fra alcuni gruppi stalinisti indipendenti e il Movimento per un Partito Comunista Unito di Grecia, tutti accomunati dal sostegno dell'allora Partito del Lavoro d'Albania e dal rifiuto del Partito Comunista di Grecia (KKE), considerato revisionista e traditore. Non a caso il Movimento si ripropone di riorganizzare il KKE prendendone a modello la storia fino al 1955, quando cioè il segretario generale Nikolaos Zachariadis (in cui il Movimento si riconosce) fu espulso. Oggi, parlando del KKE tradizionale, il Movimento scrive "K"KE (mettendo le virgolette intorno alla K che sta per comunista) o KKE (1955).
Contrariamente alle organizzazioni maoiste, ma anche a quelle hoxhaiste e marxiste-leniniste in generale, Anasintaxi usa frequentemente il termine "stalinismo". Infatti la sua ideologia è il marxismo-leninismo-stalinismo (in evidente contrapposizione al marxismo-leninismo-maoismo). A differenza di altre organizzazioni di simile pensiero, Anasintaxi criticò Ludo Martens quando pubblicò il libro Stalin: un altro punto di vista, considerando quest'ultimo un libro anti-stalinista, trotzkista e maoista.
Il Movimento prende parte alla Conferenza Internazionale dei Partiti e delle Organizzazioni Marxisti-Leninisti (Unità e Lotta).